# The Imposter
The Imposter es un documental británico de 2012 dirigido por Bart Layton. Cuenta la historia de Frédéric Bourdin, un joven francés que se hizo pasar por un adolescente estadounidense que había desaparecido en Texas.

## Trama
En 1994, un niño de 13 años de edad llamado Nicholas Barclay desapareció de su hogar ubicado en San Antonio (Texas). Tres años después, la familia recibió una llamada telefónica en la que les informaron que habían encontrado a Nicholas en España. Sin embargo, la persona era en realidad Frederic Bourdin, un joven de 23 años de edad que se hizo pasar por Nicholas para poder iniciar una nueva vida. Diciendo que se llamaba Jonathan Dorian y que trabajaba en un hogar para niños, Bourdin se contactó con la hermana de Nicholas y le dijo que el niño había sido víctima de una red de explotación sexual infantil, siendo encontrado por la policía deambulando por las calles. Le contó además que Nicholas quedó traumatizado por la experiencia y no recordaba mucho acerca de su familia.
Días después, Bourdin descubrió a través de una fotografía que el verdadero Nicholas no se parecía a él, ya que tenía el cabello rubio y los ojos azules. Debido a esto, y para evitar ser enviado a prisión, el joven escapó del hogar para niños, pero fue posteriormente encontrado. Cuando le dijeron que su hermana Carey iba en camino a España para verlo, Bourdin se tiñó el cabello rubio y se hizo unos tatuajes que el verdadero Nicholas tenía. Carey creyó que el joven era el verdadero Nicholas, y tras realizar algunos trámites regresó con él a Estados Unidos.
Al ver que la familia Barclay lo recibió y quiso como si fuera el verdadero Nicholas, Bourdin decidió seguir aparentando. Usando la excusa de no recordar nada debido al trauma que sufrió, el joven intentó llevar una vida normal junto a su nueva familia. Sin embargo, el hecho de que Nicholas hubiese aparecido tras haber estado desaparecido durante años llamó la atención del FBI, por lo que le hicieron algunas entrevistas para conocer detalles acerca de su secuestro. Allí les contó que fue víctima de una red de explotación infantil controlada por militares extranjeros.
Tiempo después, un investigador privado llamado Charlie Parker descubrió que el joven no era quien decía ser, tras comparar la forma de sus orejas con una fotografía del verdadero Nicholas. Finalmente el hecho también fue descubierto por el FBI, luego que el joven fuera entrevistado por un psicólogo. Aunque el FBI le informó de esto a Carey, ella siguió pensando que el joven era su hermano. Los Barclay incluso se negaron a realizar exámenes de ADN para ver si era el verdadero Nicholas.
En marzo de 1998 el FBI descubrió la verdadera identidad de Bourdin, quien estaba siendo buscado por la Interpol por varios casos de robo de identidad. Luego de ser arrestado, el joven le informó a la policía que sospechaba que el verdadero Nicholas había sido asesinado por su madre y su hermano Jason, lo cual explicaría por qué la familia no hizo nada al saber que no era quien decía ser. La hipótesis también fue compartida por Parker y por el FBI, pero la investigación del posible homicidio fue abandonada por falta de evidencias.

## Recepción
The Imposter obtuvo una respuesta positiva por parte de la crítica cinematográfica. El documental posee un 95% de comentarios positivos en el sitio web Rotten Tomatoes, basado en un total de 106 reseñas, y una puntuación de 77/100 en Metacritic. Bill Goodykoontz del periódico Arizona Star sostuvo que el documental "se convierte en algo más que un drama sobre una persona desaparecida. Se alude a algo mucho más oscuro: una historia de terror de la vida real, cuya verdad tal vez nunca se descubra".

## Premios
| Año  | Premio                          | Categoría                                             | Receptor(es)                  | Resultado |
| ---- | ------------------------------- | ----------------------------------------------------- | ----------------------------- | --------- |
| 2013 | Premios BAFTA                   | Mejor documental                                      | Bart Layton y Dimitri Doganis | Nominado  |
| 2013 | Premios BAFTA                   | Mejor director, guionista o productor británico novel | Bart Layton y Dimitri Doganis | Ganadores |
| 2013 | Critics Choice Awards           | Mejor documental                                      |                               | Nominado  |
| 2012 | British Independent Film Awards | Mejor documental                                      |                               | Ganador   |
| 2012 | British Independent Film Awards | Premio Douglas Hickox                                 | Bart Layton                   | Ganador   |
| 2012 | British Independent Film Awards | Mejor película independiente británica                |                               | Nominada  |
| 2012 | British Independent Film Awards | Mayor logro en producción                             |                               | Nominado  |
| 2012 | British Independent Film Awards | Mejor director                                        | Bart Layton                   | Nominado  |
| 2012 | British Independent Film Awards | Mayor logro técnico                                   | Andrew Hulme                  | Nominado  |
| 2012 | Festival de Cine de Sundance    | World Cinema Jury Prize: Documental                   | Bart Layton                   | Nominado  |